# Mansonia dyari
Mansonia dyari är en tvåvingeart som beskrevs av Belkin, Heinemann och Page 1970. Mansonia dyari ingår i släktet Mansonia och familjen stickmyggor. Inga underarter finns listade i Catalogue of Life.